# Soạn thảo tiêu chuẩn kế toán
Trong các thực tiễn kế toán ở Hoa Kỳ, Quy chế Chuẩn mực Kế toán là nguồn duy nhất hiện tại của Nguyên tắc Kế toán Chung được chấp nhận của Hoa Kỳ (GAAP). Nó được duy trì bởi Hội đồng Tiêu chuẩn Kế toán Tài chính (FASB).

## Quy chế tiêu chuẩn kế toán FASB
Việc soạn thảo có hiệu quả tạm thời hoặc hàng năm kết thúc sau ngày 15 tháng 9 năm 2009. Tất cả các tài liệu chuẩn mực kế toán trước đây được thay thế như mô tả trong Tờ trình số 168 của FASB, Quy chế Chuẩn mực Kế toán FASB và Mức phân cấp các Nguyên tắc Kế toán Chung. Tài liệu kế toán không có trong Quy chế là không có thẩm quyền.
Quy chế tổ chức lại hàng ngàn tuyên bố GAAP của Hoa Kỳ vào gần 90 chủ đề kế toán và trình bày tất cả các chủ đề đều sử dụng cấu trúc nhất quán. Nó cũng bao gồm hướng dẫn của Ủy ban Chứng khoán Hoa Kỳ (Hoa Kỳ) có liên quan đến cấu trúc đề tài giống nhau trong các phần riêng biệt của Quy chế.
Để chuẩn bị phần cho sự thay đổi, FASB đã cung cấp một số dụng cụ và huấn luyện nhân lực.
Quy chế không thay đổi GAAP, nhưng nó đã giới thiệu một cấu trúc mới, được tổ chức trong một hệ thống nghiên cứu trực tuyến thân thiện với người dùng và dễ tiếp cận. FASB mong muốn hệ thống giảm thời gian và nỗ lực để nghiên cứu các vấn đề kế toán, giảm thiểu nguy cơ không tuân thủ các tiêu chuẩn thông qua cải thiện khả năng sử dụng của tài liệu, cung cấp thông tin chính xác với các cập nhật thời gian thực theo các tiêu chuẩn mới được giải phóng và hỗ trợ FASB với những nỗ lực nghiên cứu bắt buộc trong quá trình thiết lập tiêu chuẩn.

## Mục tiêu
Ba mục tiêu chính của việc mã hoá là "đơn giản hóa việc truy cập của người dùng bằng cách mã hoá tất cả các quy tắc GAAP có căn cứ của Hoa Kỳ tại một chỗ, đảm bảo rằng nội dung mã hoá chính xác là GAAP có căn cứ  của Hoa Kỳ kể từ ngày 1 tháng 7 năm 2009 và để tạo ra một hệ thống nghiên cứu quy chế có tính cập nhật với các kết quả phát hành của hoạt động thiết lập tiêu chuẩn. "  Việc lập mã được thực hiện nhằm làm cho các chuẩn mực kế toán dễ dàng tìm thấy thông qua một cơ sở dữ liệu duy nhất.

## Dẫn đến quá trình soạn thảo
Trước khi có quy chế, các tiêu chuẩn kế toán thiếu một cấu trúc nhất quán và hợp lý. Trong 50 năm qua, GAAP của Hoa Kỳ bao gồm hàng ngàn tiêu chuẩn với nhiều người đặt tiêu chuẩn. GAAP cũ của Hoa Kỳ rất khó diễn giải, và sự phức tạp của các tiêu chuẩn đã làm cho người dùng khó cập nhật. Các vấn đề với các tiêu chuẩn cũ gia tăng rủi ro báo cáo tài chính và dẫn đến sự không hiệu quả làm tăng chi phí. FASAC sau đó đã bày tỏ mối quan tâm của mình do sự gia tăng hướng dẫn báo cáo tài chính từ các tiêu chuẩn GAAP cũ của Hoa Kỳ, và FASB đã trả lời bằng cách tung ra một dự án mới để soạn thảo các tiêu chuẩn. Dự án đã được phê duyệt vào tháng 9 năm 2004 bởi Quỹ Ủy thác Tài chính Kế toán.

## Quyền truy cập của công chúng vào quy chế
Tất cả người dùng phải đăng ký để xem bất kỳ thông tin nào về quy chế. Quy chế cho phép xem cơ bản miễn phí hoặc trả tiền xem chuyên nghiệp cho công chúng. Quan điểm chuyên môn đòi hỏi một khoản phụ thu hàng năm lên đến 940 đô la tùy thuộc vào người dùng đồng thời. Giảm giá có thể áp dụng cho nhiều người dùng đồng thời. Quy chế được sử dụng bởi các chuyên gia kế toán và báo cáo, các nhà phân tích và nhà đầu tư.

## Cấu trúc
Mỗi tham chiếu ASC được cấu trúc như một chuỗi gồm bốn số được phân cách bằng các dấu gạch (-): một chủ đề có ba chữ số (chữ số đầu tiên biểu diễn một Diện tích), một Tiêu đề hai mặt, một phần gồm hai chữ số, và hai hoặc ba chữ số, chữ số.
| Loạt Chủ Đề | Khu vực           |
| ----------- | ----------------- |
| 100         | Nguyên Tắc Chung  |
| 200         | Trình bày         |
| 300         | Tài sản           |
| 400         | Trách nhiệm       |
| 500         | Vốn               |
| 600         | Thu nhập          |
| 700         | Chi phí           |
| 800         | Giao dịch rộng    |
| 900         | Ngành công nghiệp |

Chủ đề phụ số 10 luôn là "Tổng thể."
Số phần được chuẩn hóa theo chủ đề (không phải tất cả các chủ đề phụ có tất cả các phần): 
| Số phần | Đề mục                                       |
| ------- | -------------------------------------------- |
| 00      | Tình trạng                                   |
| 05      | Tổng quan và Nền tảng                        |
| 10      | Mục tiêu                                     |
| 15      | Phạm vi và phạm vi ngoại lệ                  |
| 20      | Thuật ngữ                                    |
| 25      | Công nhận                                    |
| 30      | Đo lường ban đầu                             |
| 35      | Đo lường tiếp theo                           |
| 40      | Sự thừa nhận                                 |
| 45      | Các vấn đề trình bày khác                    |
| 50      | Tiết lộ                                      |
| 55      | Hướng dẫn thực hiện và hình minh Họa         |
| 60      | Các mối quan hệ                              |
| 65      | Chuyển tiếp và Thông tin về ngày có hiệu lực |
| 70      | Hướng dẫn lớn                                |
| 75      | Các thành phần XBRL                          |

Ví dụ, 210-10-20 là Bảng cân đối, Tổng thể, Thuật ngữ. 605-40-25-1 là Ghi nhận doanh thu, Lợi nhuận và Thiệt hại, Công nhận, đoạn đầu tiên.